# Водонафтовий контакт
Водонафтовий контакт (ВНК) (рос. водонефтяной контакт, рос. water-oil contact; нім. Wasser-Erdöl-Kontakt m) — поверхня (горизонтальна чи похила), що відділяє нафтовий поклад від напірних пластових вод.

## Загальна характеристика
В області ВНК є перехідна зона взаємопроникнення нафти та води.
Синонім: поверхня водонафтового контакту.
Межа між водою і нафтою не є різкою; в зоні ВНК є перехідна зона або зона взаємного проникнення різної товщини (від часток метра до 10–15 м), яка залежить від висоти капілярного підняття води, колекторських властивостей водоносних і нафтоносних відкладів, а також від фізико- хімічних параметрів води і нафти.
Морфологія поверхні ВНК складна, умовно її приймають за горизонтальну площину.
Як правило, при наявності градієнта напору пластових вод ВНК нахилений в напрямку зниження напору.
Зміщення покладу описується формулою Рассела-Савченко.
Положення ВНК визначається випробуванням свердловин, комплексом промислово-геофізичних методів або розрахунковим шляхом за даними вимірювання пластового тиску води, нафти і їх густин.
Положення ВНК відраховується від гирла свердловини або в абсолютних відмітках від рівня моря.